# داء موسيني ناتح
الداء الموسيني الناتح (بالإنجليزية: Eccrine mucinosis)‏ هو جالة جلدية ونوع من أنواع الداء الموسيني، وصفت الحالة في مرضى مصابين بالإيدز.